# Мамедов Джебраїл Ібрагім огли
Джебраїл Ібрагім огли Мамедов (1910, село Яйджи Еріванської губернії, тепер Нахічеванська Автономна Республіка, Азербайджан — 1976, тепер Азербайджан) — азербайджанський радянський діяч, голова Президії Верховної ради Нахічеванської АРСР. Депутат Верховної ради Азербайджанської РСР. Депутат Верховної ради СРСР 2—3-го скликань.

## Життєпис
Народився в бідній селянській родині. Закінчив Нахічеванський сільськогосподарський технікум.
Після закінчення технікуму працював агротехніком Агджабединської машинно-тракторної станції Агджабединського району Азербайджанської РСР.
З 1932 року — студент Азербайджанського державного сільськогосподарського інституту, навчання не закінчив. Навчався на заочному відділенні Азербайджанського державного педагогічного інституту.
З 1935 року — директор неповної середньої школи села Яйджи Джульфинського району Нахічеванської АРСР.
Член ВКП(б) з 1939 року.
До 1941 року — завідувач Джульфинського районного відділу народної освіти Нахічеванської АРСР.
З 1941 року — в Червоній армії, навчався у військово-політичному училищі. Учасник німецько-радянської війни, служив політруком роти, був поранений, лікувався в госпіталі. У 1943 році демобілізований із Червоної армії.
До жовтня 1943 року — секретар Джульфинського районного комітету КП(б) Азербайджану Нахічеванської АРСР.
У жовтні 1943 — квітні 1952 року — голова Президії Верховної ради Нахічеванської АРСР.
Подальша доля невідома.

## Нагороди
- три ордени Леніна
- орден Вітчизняної війни ІІ ст.
- медаль «За оборону Кавказу»
- медалі